# ゲルファント＝ナイマルクの定理
作用素環論において、ゲルファント＝ナイマルクの定理(—のていり、英: Gelfand–Naimark theorem)は、C*環の基本構造定理である。単位的可換C*環があるコンパクト・ハウスドルフ空間上の連続な複素数値関数のなす関数環と等距離∗同型となることを主張する。1943年にロシアの数学者イズライル・ゲルファントとマルク・ナイマルクによって導かれた。C*環の構造を分類する基本定理であるともに、位相群上の抽象調和解析や正規作用素のスペクトル理論に応用される。圏論的な観点では、局所コンパクト・ハウスドルフ空間のなす圏と可換なC*環のなす圏の反変同値を意味しており、アレクサンドル・グロタンディークによるスキーム理論の形成にも影響を与えた。なお、可換とは限らない一般のC*環については、あるヒルベルト空間上の有界作用素がなすC*環と等距離∗同型となるが、この定理もゲルファント＝ナイマルクの定理と呼ばれる。可換及び非可換なC*環における構造を示した二つのゲルファント＝ナイマルクの定理は、アラン・コンヌによる非可換幾何の創設の動機付けの一つともなっている。

## 導入
C*環 A は有界作用素の有する性質を抽象化した複素数体 C 上の多元環であり、積 ab、和 a + b、複素数倍 λ の演算（a, b ∈ A, λ ∈ C）に加えて、対合と呼ばれる随伴作用に対応する作用 ∗ : a ↦ a* を持つ。さらに、A にはノルム || ⋅ || が付随し、ノルムから定まる一様位相についてバナッハ空間である。加えて A において、ノルムは劣乗法性 ||ab|| ≤ ||a||||b|| を満たすとともに、C*性と呼ばれる条件 ||a*a|| = ||a||2 を満たす。
可換なC*環の例としては、コンパクト・ハウスドルフ空間 X 上の連続な複素数値関数のなす集合 C(X) が挙げられる。C(X) に積を各点毎に f ⋅ g(t) = f(t) g(t) で、対合を複素共役 {\displaystyle \textstyle f^{\ast }(t)={\overline {f(t)}}} で定義し、ノルムを一様ノルム || f || = supt ∈ X | f(t) | とする。このとき、C(X) は単位元として定数関数 f ≡ 1 を持つ可換な単位的なC*環となる。
また、非可換なC*環の例としては、ヒルベルト空間 H 上の有界作用素のなす代数 B(H) が挙げられる。ここで、ノルムは作用素ノルム{\displaystyle \textstyle \|T\|=\sup _{\xi \in H,\,\|\xi \|=1}\|T\xi \|} で与えられ、対合は内積 ⟨ ⋅ , ⋅ ⟩ に対し、{\displaystyle \langle T^{\ast }\xi ,\eta \rangle =\langle \xi ,T\eta \rangle } を満たす随伴作用素 T* により定義される。
二つのゲルファント＝ナイマルクの定理は、抽象的に定義されたC*環の構造がこれらの例に分類できることを述べている。

## 可換なC*環のゲルファント＝ナイマルクの定理
A を乗法における単位元を持つ可換なC*環とする。このとき、A はあるコンパクト・ハウスドルフ空間 X 上の複素数値連続関数のなす関数環 C(X) と等距離∗同型である。A が単位元を持たない場合には、Aはある局所コンパクト・ハウスドルフ空間 X 上の無限遠で消える複素数値連続関数のなす関数環 C0(X) 上と等距離∗同型となる。
定理の証明の本質的部分は、可換な単位的C*環 A 上の指標全体がなす空間 {\displaystyle \textstyle {\hat {A}}} がコンパクト・ハウスドルフ空間であり、A から {\displaystyle \textstyle C({\hat {A}})} へのゲルファント変換 {\displaystyle a\mapsto {\hat {a}}} と呼ばれる写像が等距離∗同型を与えることによる。ここで指標 φ とは、A から複素数体 C への恒等的にゼロではない線形汎関数で、準同型性 φ(ab) = φ(a)φ(b) を満たすものである。

## もう一つのゲルファント＝ナイマルクの定理
可換とは限らない任意のC*代数 A はあるヒルベルト空間 H 上の有界作用素のなす具体的なC*代数 B(H) と等距離∗同型となる。この定理もゲルファント＝ナイマルクの定理と呼ばれ、可換なC*代数の場合と同じ1943年の論文の中でゲルファントとナイマルクによって示された。
この結果は、GNS表現と呼ばれる A の特別な表現、すなわち、 A からヒルベルト空間の B(H) への∗準同型 π の存在に基づき、導かれる。GNS表現では、状態と呼ばれる A から複素数体 C への規格化された正値線形汎関数 φ により、あるヒルベルト空間 Hφ への表現 πφ : A → B(Hφ) を導入することができる。EA を状態全体からなる集合としたときに、GNS表現の族 {(Hφ, πφ)}φ ∈ EA から直和表現による普遍表現
{\displaystyle H=\bigoplus _{\varphi \in E_{A}}H_{\varphi },\,\,\pi =\bigoplus _{\varphi \in E_{A}}\pi _{\varphi }}
を構成すると、これは ||π(a)|| = ||a|| を満たす忠実な表現であり、 A は B(H) と等距離∗同型となる。